# سیارک ۳۹۰۲
سیارک ۳۹۰۲ (به انگلیسی: 3902 Yoritomo، نامگذاری:1986AL) سه هزار و نهصد و دومین سیارک کشف شده‌است که در ۱۴ ژانویه ۱۹۸۶ کشف شد.
قدر مطلق سیارک برابر ۱۱٫۴۰ است.